# Gerónimo Beato
Gerónimo Beato, vollständiger Name Gerónimo Beato Pessina, (* 10. November 1995 in Montevideo) ist ein uruguayischer Fußballspieler.

## Karriere
Der 1,77 Meter große Mittelfeldakteur Beato ist der Sohn des Fußballtrainers Vito Beato. Er wechselte im März 2014 von River Plate Montevideo zum italienischen Verein Union Ripa La Fenadora. Bei den Italienern fiel er längere Zeit verletzt aus. Anschließend war er im schweizerischen Lugano aktiv, erhielt jedoch keine Einsatzzeiten. Im Juli 2015 schloss er sich dann dem von seinem Vater trainierten uruguayischen Erstligaaufsteiger Villa Teresa an. In der Spielzeit 2015/16 kam er bei den Montevideanern in elf Spielen der Primera División zum Einsatz. Ein Tor schoss er nicht. Sein Team stieg jedoch umgehend wieder in die Zweitklassigkeit ab. In der Saison 2016 absolvierte er dort drei Partien (kein Tor) in der Segunda División.